# فرانسيس إم. أ. رو
فرانسيس إم. أ. رو (بالإنجليزية: Frances M. A. Roe)‏ هي كاتبة مذكرات ومؤرخة أمريكية، ولدت في 22 أغسطس 1846، وتوفيت في 6 مايو 1920.